# Geldrop-Mierlo
Geldrop-Mierlo  è un comune dei Paesi Bassi di 38 111 abitanti situato nella provincia del Brabante Settentrionale.